# Eisbrecher (Album)
Eisbrecher ist das fünfte und gleichzeitig letzte Studioalbum der deutschen Popgruppe Nena. Es wurde am 24. November 1986 veröffentlicht. Die Sängerin Nena startete danach eine Solokarriere.

## Entstehungsgeschichte
Bereits vor den Aufnahmen zum Album Eisbrecher hatte sich die Band Nena von ihrem Manager Jim Rakete getrennt und verzichtete auch auf die Unterstützung der beiden Spliff-Musiker Reinhold Heil und Manfred Praeker, die sich vorher um Produktion und Arrangement der Nena-Alben gekümmert hatten. Die Band arbeitete bei diesem Album mit Alan Goldberg und Tom Muiel zusammen, außerdem wurde Klaus Voormann engagiert, der zusammen mit der Band das Album produzierte. Aufgenommen wurde im Lark Studio in Italien und bei Hartmann Digital in Untertrubach. Den Mix übernahm Jürgen Koppers im Paradise Studio in München.
Das Album wurde am 24. November 1986 veröffentlicht und war im Vergleich zu den vorigen drei Alben der Band ein Misserfolg. Während die vorigen drei Alben auf Platz 1 bzw. 2 der deutschen Albencharts landeten, erreichte Eisbrecher lediglich Platz 45. 
Im selben Jahr, nur wenige Monate später, trennte sich die Band.

## Titelliste
| #   | Titel             | Länge |
| --- | ----------------- | ----- |
| 1.  | Engel der Nacht   | 3:51  |
| 2.  | Mondsong          | 3:47  |
| 3.  | Frei wie der Wind | 4:38  |
| 4.  | Schön wär es doch | 4:10  |
| 5.  | Tokyo             | 4:30  |
| 6.  | Jetzt bist du weg | 4:53  |
| 7.  | Sonnenaufgang     | 3:41  |
| 8.  | Ring frei         | 3:57  |
| 9.  | Zusammen          | 3:36  |
| 10. | Eisbrecher        | 4:39  |

## Singleauskopplungen
Ausgekoppelt wurden die Singles Mondsong (1986) und Engel der Nacht (1987). Lediglich Mondsong konnte sich in den deutschen Single-Charts platzieren (Platz 37).

## Chartplatzierungen
| ChartsChartplatzierungen | Höchstplatzierung | Wochen |
| ------------------------ | ----------------- | ------ |
| Deutschland (GfK)        | 45 (2 Wo.)        | 2      |